# Up to Now
Up to Now é uma compilação feita pela banda de rock alternativo britânica Snow Patrol. O disco traz faixas da carreira do Snow Patrol de 1998 a 2009, incluindo faixas da The Reindeer Section, um projeto paralelo envolvendo músicos de toda a Escócia. O álbum foi lançado no início de novembro de 2009, primeiramente como um conjunto de dois discos e um formato de três discos digipak contendo um DVD com material bônus. Uma edição limitada também foi lançada. Três novas músicas foram lançadas no álbum. Uma deles foi "Just Say Yes", o primeiro single retirado desta compilação. Também tem a re-gravação de "An Olive Grove Facing the Sea", que foi liberada como o segundo single do álbum.
Este lançamento foi descrito pela banda como uma coleção de suas melhores canções e não um Greatest Hits, já que o álbum também contém canções que não são singles. O disco foi recebido positivamente pelos críticos em geral. O álbum teve um bom desempenho comercial, alcançando o top 5 em três países e top 40 em outros. Ele também vendeu bem na iTunes Store, entrando no top 10 de vários países.

## Faixas

### Disco I
1. "Chocolate" — 3:04
2. "Chasing Cars" — 4:27
3. "Crack the Shutters" — 3:20
4. "Set the Fire to the Third Bar" — 3:23
5. "Crazy in Love" — 4:24
6. "Just Say Yes" — 4:41
7. "Batten Down The Hatch" — 3:30
8. "You're All I Have" — 4:33
9. "Hands Open" — 3:17
10. "Cartwheels - Reindeer Section" — 4:07
11. "The Planets Bend Between Us" — 4:00
12. "Ask Me How I Am" — 2:34
13. "On / Off" — 2:41
14. "Making Enemies" — 4:19
15. "Run" (Live at the Union Chapel) — 5:06

### Disco II
1. "Take Back the City" — 4:38
2. "Shut Your Eyes" — 3:17
3. "An Olive Grove Facing the Sea" — 5:00
4. "Run" — 5:56
5. "Give Me Strength" — 3:22
6. "Signal Fire" — 4:27
7. "Spitting Games" — 3:48
8. "Open Your Eyes" — 5:41
9. "Dark Roman Wine" — 4:16
10. "Fifteen Minutes Old" — 3:09
11. "You Are My Joy - Reindeer Section" — 3:45
12. "The Golden Floor" — 3:17
13. "Starfighter Pilot" — 3:20
14. "Post Punk Progression" — 3:25
15. "Chasing Cars" (Live at the Union Chapel) — 5:17

## Paradas musicais
| Paradas (2009-2011)              | Melhor posição |
| -------------------------------- | -------------- |
| Alemanha (Media Control Charts)  | 38             |
| Austrália (ARIA Charts)          | 54             |
| Áustria (Ö3 Austria Top 40)      | 62             |
| Bélgica Ultratop 50 (Flanders)   | 8              |
| Bélgica Ultratop 40 (Valônia)    | 28             |
| Dinamarca (Tracklisten)          | 2              |
| Holanda (Dutch Albums Chart)     | 5              |
| Europa (European Top 100 Albums) | 10             |
| França (SNEP)                    | 85             |
| Grécia (IFPI Grécia)             | 38             |
| Irlanda (Irish Albums Chart)     | 5              |
| México (Top 100 México)          | 79             |
| Noruega (VG-lista)               | 5              |
| Portugal (AFP)                   | 22             |
| Suíça (Schweizer Hitparade)      | 36             |
| Reino Unido (UK Albums Chart)    | 3              |
| Estados Unidos (Billboard 200)   | 182            |

## Lançamento
| País           | Data                   | Formato                          |
| -------------- | ---------------------- | -------------------------------- |
| Mundo          | 11 de setembro de 2009 | Box set (Pre-venda)              |
| Países Baixos  | 6 de novembro de 2009  | Download digital, 2×CD, 2×CD/DVD |
| Irlanda        | 6 de novembro de 2009  | 2×CD, 2×CD/DVD                   |
| Irlanda        | 9 de novembro de 2009  | Download digital                 |
| Estados Unidos | 10 de novembro de 2009 | Download digital, 2×CD, 2×CD/DVD |